# Ladislav Vaník
Ladislav Vaník (6. června 1926 Praha – 1. dubna 1951 Všeruby) byl český strážmistr SNB, který byl zastřelen v roce 1951 ve Všerubech nedaleko státní hranice u Západního Německa, zřejmě při snaze o její překročení.

## Životopis
Narodil se v roce 1926 v Praze otci Vojtěchovi a matce Marii do zemědělské rodiny. Později se s rodinou přestěhoval do Čížkova a následně do Úlic. V mládí absolvoval sedm tříd obecné školy, jeden rok měšťanské školy a v roce 1940 se začal učit obchodním příručím, kterým se vyučil v obchodě vlastněném Němci. Souběžně se studiem na obchodního příručího navštěvoval dva roky také obchodní akademii. V roce 1943 se vyučil a již v září 1943 byl totálně nasazen v plzeňských Škodových závodech. Těsně před koncem druhé světové války v dubnu 1945 z totálního nasazení uprchnul poté, co byly závody bombardovány Spojenci. Měl čtyři sestry.

### Po druhé světové válce
Od května 1945 pak působil v Čížkově jako příslušník ochranné obecní hlídky. Již od června 1945 poté působil u Sboru národní bezpečnosti v Praze, přičemž v červenci 1945 v rámci této činnost podstoupil pěší výcvik. Výcvikem poté soustavně procházel do května 1946, když jej dokončil s dobrým prospěchem. V květnu 1946 došlo k jeho povýšení do hodnosti svobodníka, v červnu 1946 se stal desátníkem a četařem, v červnu 1946 byl jmenován strážmistrem SNB. Od roku 1946  působil u jednotek Pohraniční stráže v u České Kamenice. Od října 1946 poté působil na stanici ve Všerubech (s přestávkou mezi srpnem 1947 a červnem 1948, kdy byl umístěn v Jáchymově). V říjnu 1948 se oženil se svou přítelkyní Kamilou a žil v Kdyni.

### Problémy u SNB a smrt
Během svého působení u SNB měl opakovaně problémy se zákonem, když podal nepravdivé hlášení, řídil vůz, aniž by byl držitelem řidičského průkazu a v listopadu 1948 byl zadržen kvůli podezření z trestného činu nadržování zločinu, když neohlásil obdržení dopisu zaslaného protikomunistickými odbojáři. V lednu 1949 byl Vaník nicméně zproštěn obžaloby. V březnu 1949 však byl z SNB propuštěn.
Dne 1. dubna 1951 zemřel při přestřelce s příslušníky SNB při snaze o ilegální překročení státní hranice do Západního Německa, když se ukrýval ve stodole nedaleko státní hranice. Pravděpodobně přitom spáchal v bezvýchodné situaci, těžce zraněn, sebevraždu. Není přitom zcela jasné, z jakého důvodu chtěl Vaník hranici překročit. V roce 2002 byl případ vyšetřován, ale nikdo za Vaníkovu smrt odsouzen nebyl, naopak krátce po střelbě byla příslušníkům, kteří po Vaníkovi stříleli ze samopalu, udělena dovolená, nebo byli povýšeni.